# Chelsea Football Club 2025-2026
Questa pagina raccoglie i dati riguardanti il Chelsea Football Club nelle competizioni ufficiali della stagione 2025-2026.

## Stagione
Questa stagione sarà la 37ª in Premier League per il Chelsea. Oltre alla partecipazione in Premier League, il Chelsea prenderà parte alla FA Cup, alla EFL Cup ed alla Champions League.

## Maglie e sponsor
| Casa | Trasferta |

## Rosa
Rosa, numerazione e ruoli sono aggiornati all'8 agosto 2025.
| N. |                        | Ruolo | Calciatore             |
| -- | ---------------------- | ----- | ---------------------- |
| 1  | Spagna (bandiera)      | P     | Robert Sánchez         |
| 2  | Francia (bandiera)     | D     | Axel Disasi            |
| 3  | Spagna (bandiera)      | D     | Marc Cucurella         |
| 4  | Inghilterra (bandiera) | D     | Tosin Adarabioyo       |
| 5  | Francia (bandiera)     | D     | Benoît Badiashile      |
| 6  | Inghilterra (bandiera) | D     | Levi Colwill           |
| 7  | Portogallo (bandiera)  | A     | Pedro Neto             |
| 8  | Argentina (bandiera)   | C     | Enzo Fernández         |
| 9  | Inghilterra (bandiera) | A     | Liam Delap             |
| 10 | Inghilterra (bandiera) | A     | Cole Palmer            |
| 11 | Inghilterra (bandiera) | A     | Jamie Gittens          |
| 12 | Danimarca (bandiera)   | P     | Filip Jørgensen        |
| 14 | Portogallo (bandiera)  | C     | Dário Essugo           |
| 15 | Senegal (bandiera)     | A     | Nicolas Jackson        |
| 17 | Brasile (bandiera)     | A     | Andrey Santos          |
| 18 | Francia (bandiera)     | A     | Christopher Nkunku     |
| 20 | Brasile (bandiera)     | A     | João Pedro             |
| 21 | Paesi Bassi (bandiera) | D     | Jorrel Hato            |
| 23 | Inghilterra (bandiera) | D     | Trevoh Chalobah        |
| 24 | Inghilterra (bandiera) | D     | Reece James (capitano) |

| N. |                           | Ruolo | Calciatore         |
| -- | ------------------------- | ----- | ------------------ |
| 25 | Ecuador (bandiera)        | C     | Moisés Caicedo     |
| 27 | Francia (bandiera)        | D     | Malo Gusto         |
| 29 | Francia (bandiera)        | D     | Wesley Fofana      |
| 30 | Argentina (bandiera)      | D     | Aaron Anselmino    |
| 32 | Inghilterra (bandiera)    | A     | Tyrique George     |
| 34 | Inghilterra (bandiera)    | D     | Josh Acheampong    |
| 40 | Portogallo (bandiera)     | D     | Renato Veiga       |
| 41 | Brasile (bandiera)        | A     | Estêvão            |
| 44 | Stati Uniti (bandiera)    | P     | Gabriel Slonina    |
| 45 | Belgio (bandiera)         | C     | Roméo Lavia        |
|    | Ucraina (bandiera)        | A     | Mychajlo Mudryk    |
|    | Inghilterra (bandiera)    | C     | Carney Chukwuemeka |
|    | Inghilterra (bandiera)    | A     | Raheem Sterling    |
|    | Costa d'Avorio (bandiera) | A     | David Datro Fofana |
|    | Inghilterra (bandiera)    | D     | Alfie Gilchrist    |
|    | Inghilterra (bandiera)    | D     | Ben Chilwell       |

## Calciomercato

### Sessione estiva
| Acquisti         | Acquisti           | Acquisti                | Acquisti                     |
| R.               | Nome               | da                      | Modalità                     |
| ---------------- | ------------------ | ----------------------- | ---------------------------- |
| A                | Jamie Gittens      | Borussia Dortmund       | definitivo (64,3 milioni €)  |
| D                | Jorrel Hato        | Ajax                    | definitivo (44,18 milioni €) |
| A                | Estêvão            | Palmeiras               | definitivo (34 milioni €)    |
| C                | Kendry Páez        | Independiente del Valle | definitivo (10 milioni €)    |
| Altre operazioni |                    |                         |                              |
| R.               | Nome               | da                      | Modalità                     |
| D                | Axel Disasi        | Aston Villa             | fine prestito                |
| A                | João Félix         | Milan                   | fine prestito                |
| P                | Đorđe Petrović     | Strasburgo              | fine prestito                |
| C                | Carney Chukwuemeka | Borussia Dortmund       | fine prestito                |
| D                | Renato Veiga       | Juventus                | fine prestito                |
| C                | Lesley Ugochukwu   | Southampton             | fine prestito                |
| D                | Ben Chilwell       | Crystal Palace          | fine prestito                |
| A                | Armando Broja      | Everton                 | fine prestito                |
| A                | Raheem Sterling    | Arsenal                 | fine prestito                |
| P                | Kepa Arrizabalaga  | Bournemouth             | fine prestito                |
| D                | Alfie Gilchrist    | Sheffield Utd           | fine prestito                |
| D                | Caleb Wiley        | Watford                 | fine prestito                |
| D                | Bashir Humphreys   | Burnley                 | fine prestito                |

| Cessioni         | Cessioni              | Cessioni       | Cessioni                     |
| R.               | Nome                  | a              | Modalità                     |
| ---------------- | --------------------- | -------------- | ---------------------------- |
| A                | Noni Madueke          | Arsenal        | definitivo (55,4 milioni €)  |
| A                | João Félix            | Al-Nassr       | definitivo (28,8 milioni €)  |
| C                | Kiernan Dewsbury-Hall | Everton        | definitivo (28,65 milioni €) |
| C                | Lesley Ugochukwu      | Burnley        | definitivo (28,7 milioni €)  |
| P                | Đorđe Petrović        | Bournemouth    | definitivo (28,8 milioni €)  |
| A                | Armando Broja         | Burnley        | definitivo (23 milioni €)    |
| D                | Bashir Humphreys      | Burnley        | definitivo (14 milioni €)    |
| P                | Kepa Arrizabalaga     | Arsenal        | definitivo (5,8 milioni €)   |
| P                | Mike Penders          | Strasburgo     | prestito                     |
| C                | Kendry Páez           | Strasburgo     | prestito                     |
| D                | Mamadou Sarr          | Strasburgo     | prestito                     |
| A                | Marc Guiu             | Sunderland     | prestito                     |
| Altre operazioni |                       |                |                              |
| R.               | Nome                  | a              | Modalità                     |
| C                | Mathis Amougou        | Strasburgo     | n.d.                         |
| P                | Lucas Bergström       |                | svincolato                   |
| A                | Jadon Sancho          | Manchester Utd | fine prestito                |

### Sessione invernale
| Acquisti         | Acquisti         | Acquisti         | Acquisti         |
| R.               | Nome             | da               | Modalità         |
| Altre operazioni | Altre operazioni | Altre operazioni | Altre operazioni |
| R.               | Nome             | da               | Modalità         |
| ---------------- | ---------------- | ---------------- | ---------------- |

| Cessioni         | Cessioni         | Cessioni         | Cessioni         |
| R.               | Nome             | a                | Modalità         |
| Altre operazioni | Altre operazioni | Altre operazioni | Altre operazioni |
| R.               | Nome             | a                | Modalità         |
| ---------------- | ---------------- | ---------------- | ---------------- |

## Risultati

### Premier League
| Londra 17 agosto 2025, ore 14:00 WEST 1ª giornata | Chelsea | 0 – 0 referto | Crystal Palace | Stamford Bridge\| Arbitro: \| England \| |
| Arbitro:                                          | England |               |                |                                          |

| Londra 22 agosto 2025, ore 20:00 WEST 2ª giornata | West Ham Utd | – referto | Chelsea | London Stadium |

| Londra 30 agosto 2025, ore 12:30 WEST 3ª giornata | Chelsea | – referto | Fulham | Stamford Bridge |

| Brentford 4ª giornata | Brentford | – referto | Chelsea | Brentford Community Stadium |

| Manchester 5ª giornata | Manchester Utd | – referto | Chelsea | Old Trafford |

| Londra 6ª giornata | Chelsea | – referto | Brighton | Stamford Bridge |

| Londra 7ª giornata | Chelsea | – referto | Liverpool | Stamford Bridge |

| West Bridgford 8ª giornata | Nottingham Forest | – referto | Chelsea | City Ground |

| Londra 9ª giornata | Chelsea | – referto | Sunderland | Stamford Bridge |

| Londra 10ª giornata | Tottenham | – referto | Chelsea | Tottenham Hotspur Stadium |

| Londra 11ª giornata | Chelsea | – referto | Wolverhampton | Stamford Bridge |

| Burnley 12ª giornata | Burnley | – referto | Chelsea | Turf Moor |

| Londra 13ª giornata | Chelsea | – referto | Arsenal | Stamford Bridge |

| Leeds 14ª giornata | Leeds Utd | – referto | Chelsea | Elland Road |

| Bournemouth 15ª giornata | Bournemouth | – referto | Chelsea | Vitality Stadium |

| Londra 16ª giornata | Chelsea | – referto | Everton | Stamford Bridge |

| Newcastle upon Tyne 17ª giornata | Newcastle Utd | – referto | Chelsea | St James' Park |

| Londra 18ª giornata | Chelsea | – referto | Aston Villa | Stamford Bridge |

| Londra 19ª giornata | Chelsea | – referto | Bournemouth | Stamford Bridge |

| Manchester 20ª giornata | Manchester City | – referto | Chelsea | City of Manchester Stadium |

| Hammersmith e Fulham 21ª giornata | Fulham | – referto | Chelsea | Craven Cottage |

| Londra 22ª giornata | Chelsea | – referto | Brentford | Stamford Bridge |

| Londra 23ª giornata | Crystal Palace | – referto | Chelsea | Selhurst Park |

| Londra 24ª giornata | Chelsea | – referto | West Ham Utd | Stamford Bridge |

| Wolverhampton 25ª giornata | Wolverhampton | – referto | Chelsea | Molineux Stadium |

| Londra 26ª giornata | Chelsea | – referto | Leeds Utd | Stamford Bridge |

| Londra 27ª giornata | Chelsea | – referto | Burnley | Stamford Bridge |

| Londra 28ª giornata | Arsenal | – referto | Chelsea | Emirates Stadium |

| Birmingham 29ª giornata | Aston Villa | – referto | Chelsea | Villa Park |

| Londra 30ª giornata | Chelsea | – referto | Newcastle Utd | Stamford Bridge |

| Liverpool 31ª giornata | Everton | – referto | Chelsea | Everton Stadium |

| Londra 32ª giornata | Chelsea | – referto | Manchester City | Stamford Bridge |

| Londra 33ª giornata | Chelsea | – referto | Manchester Utd | Stamford Bridge |

| Brighton 34ª giornata | Brighton | – referto | Chelsea | AMEX Stadium |

| Londra 35ª giornata | Chelsea | – referto | Nottingham Forest | Stamford Bridge |

| Liverpool 36ª giornata | Liverpool | – referto | Chelsea | Anfield |

| Londra 37ª giornata | Chelsea | – referto | Tottenham | Stamford Bridge |

| Sunderland 38ª giornata | Sunderland | – referto | Chelsea | Stadium of Light |

## Statistiche

### Statistiche di squadra
| Competizione     | Punti | In casa | In casa | In casa | In casa | In casa | In casa | In trasferta | In trasferta | In trasferta | In trasferta | In trasferta | In trasferta | In campo neutro | In campo neutro | In campo neutro | In campo neutro | In campo neutro | In campo neutro | Totale | Totale | Totale | Totale | Totale | Totale | DR |
| Competizione     | Punti | G       | V       | N       | P       | Gf      | Gs      | G            | V            | N            | P            | Gf           | Gs           | G               | V               | N               | P               | Gf              | Gs              | G      | V      | N      | P      | Gf     | Gs     | DR |
| ---------------- | ----- | ------- | ------- | ------- | ------- | ------- | ------- | ------------ | ------------ | ------------ | ------------ | ------------ | ------------ | --------------- | --------------- | --------------- | --------------- | --------------- | --------------- | ------ | ------ | ------ | ------ | ------ | ------ | -- |
| Premier League   | 1     | 1       | 0       | 1       | 0       | 0       | 0       |              |              |              |              |              |              | -               | -               | -               | -               | -               | -               | 1      | 0      | 1      | 0      | 0      | 0      | 0  |
| FA Cup           | -     |         |         |         |         |         |         |              |              |              |              |              |              | -               | -               | -               | -               | -               | -               |        |        |        |        |        |        |    |
| League Cup       | -     |         |         |         |         |         |         |              |              |              |              |              |              | -               | -               | -               | -               | -               | -               |        |        |        |        |        |        |    |
| Champions League | -     |         |         |         |         |         |         |              |              |              |              |              |              | -               | -               | -               | -               | -               | -               |        |        |        |        |        |        |    |
| Totale           | -     | 1       | 0       | 1       | 0       | 0       | 0       |              |              |              |              |              |              | -               | -               | -               | -               | -               | -               | 1      | 0      | 1      | 0      | 0      | 0      | 0  |

### Andamento in campionato
| Giornata  | 1 | 2 | 3 | 4 | 5 | 6 | 7 | 8 | 9 | 10 | 11 | 12 | 13 | 14 | 15 | 16 | 17 | 18 | 19 | 20 | 21 | 22 | 23 | 24 | 25 | 26 | 27 | 28 | 29 | 30 | 31 | 32 | 33 | 34 | 35 | 36 | 37 | 38 |
| --------- | - | - | - | - | - | - | - | - | - | -- | -- | -- | -- | -- | -- | -- | -- | -- | -- | -- | -- | -- | -- | -- | -- | -- | -- | -- | -- | -- | -- | -- | -- | -- | -- | -- | -- | -- |
| Luogo     | C | T | C | T | T | C | C | T | C | T  | C  | T  | C  | T  | T  | C  | T  | C  | C  | T  | T  | C  | T  | C  | T  | C  | C  | T  | T  | C  | T  | C  | C  | T  | C  | T  | C  | T  |
| Risultato | N |   |   |   |   |   |   |   |   |    |    |    |    |    |    |    |    |    |    |    |    |    |    |    |    |    |    |    |    |    |    |    |    |    |    |    |    |    |
| Posizione |   |   |   |   |   |   |   |   |   |    |    |    |    |    |    |    |    |    |    |    |    |    |    |    |    |    |    |    |    |    |    |    |    |    |    |    |    |    |

Legenda:

Luogo: C = Casa; T = Trasferta. Risultato: V = Vittoria; N = Pareggio; P = Sconfitta.

### Andamento in UEFA Champions League
| Giornata  | 1 | 2 | 3 | 4 | 5 | 6 | 7 | 8 |
| --------- | - | - | - | - | - | - | - | - |
| Luogo     |   |   |   |   |   |   |   |   |
| Risultato |   |   |   |   |   |   |   |   |
| Posizione |   |   |   |   |   |   |   |   |

Legenda:

Luogo: C = Casa; T = Trasferta. Risultato: V = Vittoria; N = Pareggio; P = Sconfitta.

### Statistiche dei giocatori
Sono in corsivo i calciatori che hanno lasciato la società a stagione in corso.
| Giocatore      | Premier League | Premier League | Premier League | Premier League | FA Cup   | FA Cup | FA Cup      | FA Cup     | League Cup | League Cup | League Cup  | League Cup | Champions League | Champions League | Champions League | Champions League | Totale   | Totale | Totale      | Totale     |
| Giocatore      | Presenze       | Reti           | Ammonizioni    | Espulsioni     | Presenze | Reti   | Ammonizioni | Espulsioni | Presenze   | Reti       | Ammonizioni | Espulsioni | Presenze         | Reti             | Ammonizioni      | Espulsioni       | Presenze | Reti   | Ammonizioni | Espulsioni |
| -------------- | -------------- | -------------- | -------------- | -------------- | -------- | ------ | ----------- | ---------- | ---------- | ---------- | ----------- | ---------- | ---------------- | ---------------- | ---------------- | ---------------- | -------- | ------ | ----------- | ---------- |
| T. Adarabioyo  | 0              | 0              | 0              | 0              | 0        | 0      | 0           | 0          | 0          | 0          | 0           | 0          | 0                | 0                | 0                | 0                | 0        | 0      | 0           | 0          |
| J. Acheampong  | 1              | 0              | 0              | 0              | 0        | 0      | 0           | 0          | 0          | 0          | 0           | 0          | 0                | 0                | 0                | 0                | 1        | 0      | 0           | 0          |
| Andrey Santos  | 1              | 0              | 0              | 0              | 0        | 0      | 0           | 0          | 0          | 0          | 0           | 0          | 0                | 0                | 0                | 0                | 1        | 0      | 0           | 0          |
| B. Badiashile  | 0              | 0              | 0              | 0              | 0        | 0      | 0           | 0          | 0          | 0          | 0           | 0          | 0                | 0                | 0                | 0                | 0        | 0      | 0           | 0          |
| M. Caicedo     | 1              | 0              | 0              | 0              | 0        | 0      | 0           | 0          | 0          | 0          | 0           | 0          | 0                | 0                | 0                | 0                | 1        | 0      | 0           | 0          |
| T. Chalobah    | 1              | 0              | 0              | 0              | 0        | 0      | 0           | 0          | 0          | 0          | 0           | 0          | 0                | 0                | 0                | 0                | 1        | 0      | 0           | 0          |
| B. Chilwell    | 0              | 0              | 0              | 0              | 0        | 0      | 0           | 0          | 0          | 0          | 0           | 0          | 0                | 0                | 0                | 0                | 0        | 0      | 0           | 0          |
| C. Chukwuemeka | 0              | 0              | 0              | 0              | 0        | 0      | 0           | 0          | 0          | 0          | 0           | 0          | 0                | 0                | 0                | 0                | 0        | 0      | 0           | 0          |
| L. Colwill     | 0              | 0              | 0              | 0              | 0        | 0      | 0           | 0          | 0          | 0          | 0           | 0          | 0                | 0                | 0                | 0                | 0        | 0      | 0           | 0          |
| M. Cucurella   | 1              | 0              | 0              | 0              | 0        | 0      | 0           | 0          | 0          | 0          | 0           | 0          | 0                | 0                | 0                | 0                | 1        | 0      | 0           | 0          |
| A. Disasi      | 0              | 0              | 0              | 0              | 0        | 0      | 0           | 0          | 0          | 0          | 0           | 0          | 0                | 0                | 0                | 0                | 0        | 0      | 0           | 0          |
| L. Delap       | 1              | 0              | 0              | 0              | 0        | 0      | 0           | 0          | 0          | 0          | 0           | 0          | 0                | 0                | 0                | 0                | 1        | 0      | 0           | 0          |
| D. Essugo      | 0              | 0              | 0              | 0              | 0        | 0      | 0           | 0          | 0          | 0          | 0           | 0          | 0                | 0                | 0                | 0                | 0        | 0      | 0           | 0          |
| E. Fernández   | 1              | 0              | 0              | 0              | 0        | 0      | 0           | 0          | 0          | 0          | 0           | 0          | 0                | 0                | 0                | 0                | 1        | 0      | 0           | 0          |
| Estêvão        | 1              | 0              | 1              | 0              | 0        | 0      | 0           | 0          | 0          | 0          | 0           | 0          | 0                | 0                | 0                | 0                | 1        | 0      | 1           | 0          |
| W. Fofana      | 0              | 0              | 0              | 0              | 0        | 0      | 0           | 0          | 0          | 0          | 0           | 0          | 0                | 0                | 0                | 0                | 0        | 0      | 0           | 0          |
| J. Gittens     | 1              | 0              | 0              | 0              | 0        | 0      | 0           | 0          | 0          | 0          | 0           | 0          | 0                | 0                | 0                | 0                | 1        | 0      | 0           | 0          |
| M. Gusto       | 1              | 0              | 0              | 0              | 0        | 0      | 0           | 0          | 0          | 0          | 0           | 0          | 0                | 0                | 0                | 0                | 1        | 0      | 0           | 0          |
| J. Hato        | 0              | 0              | 0              | 0              | 0        | 0      | 0           | 0          | 0          | 0          | 0           | 0          | 0                | 0                | 0                | 0                | 0        | 0      | 0           | 0          |
| N. Jackson     | 0              | 0              | 0              | 0              | 0        | 0      | 0           | 0          | 0          | 0          | 0           | 0          | 0                | 0                | 0                | 0                | 0        | 0      | 0           | 0          |
| R. James       | 1              | 0              | 1              | 0              | 0        | 0      | 0           | 0          | 0          | 0          | 0           | 0          | 0                | 0                | 0                | 0                | 1        | 0      | 1           | 0          |
| João Pedro     | 1              | 0              | 0              | 0              | 0        | 0      | 0           | 0          | 0          | 0          | 0           | 0          | 0                | 0                | 0                | 0                | 1        | 0      | 0           | 0          |
| F. Jørgensen   | 0              | -0             | 0              | 0              | 0        | -0     | 0           | 0          | 0          | -0         | 0           | 0          | 0                | -0               | 0                | 0                | 0        | -0     | 0           | 0          |
| R. Lavia       | 0              | 0              | 0              | 0              | 0        | 0      | 0           | 0          | 0          | 0          | 0           | 0          | 0                | 0                | 0                | 0                | 0        | 0      | 0           | 0          |
| M. Mudryk      | 0              | 0              | 0              | 0              | 0        | 0      | 0           | 0          | 0          | 0          | 0           | 0          | 0                | 0                | 0                | 0                | 0        | 0      | 0           | 0          |
| C. Nkunku      | 0              | 0              | 0              | 0              | 0        | 0      | 0           | 0          | 0          | 0          | 0           | 0          | 0                | 0                | 0                | 0                | 0        | 0      | 0           | 0          |
| P. Neto        | 1              | 0              | 0              | 0              | 0        | 0      | 0           | 0          | 0          | 0          | 0           | 0          | 0                | 0                | 0                | 0                | 1        | 0      | 0           | 0          |
| C. Palmer      | 1              | 0              | 0              | 0              | 0        | 0      | 0           | 0          | 0          | 0          | 0           | 0          | 0                | 0                | 0                | 0                | 1        | 0      | 0           | 0          |
| R. Sánchez     | 1              | -0             | 0              | 0              | 0        | -0     | 0           | 0          | 0          | -0         | 0           | 0          | 0                | -0               | 0                | 0                | 1        | -0     | 0           | 0          |
| T. George      | 0              | 0              | 0              | 0              | 0        | 0      | 0           | 0          | 0          | 0          | 0           | 0          | 0                | 0                | 0                | 0                | 0        | 0      | 0           | 0          |
| R. Veiga       | 0              | 0              | 0              | 0              | 0        | 0      | 0           | 0          | 0          | 0          | 0           | 0          | 0                | 0                | 0                | 0                | 0        | 0      | 0           | 0          |
| R. Walsh       | 0              | 0              | 0              | 0              | 0        | 0      | 0           | 0          | 2          | 0          | 0           | 0          | 0                | 0                | 0                | 0                | 2        | 0      | 0           | 0          |